# Бересфорд, Луиза, маркиза Уотерфордская

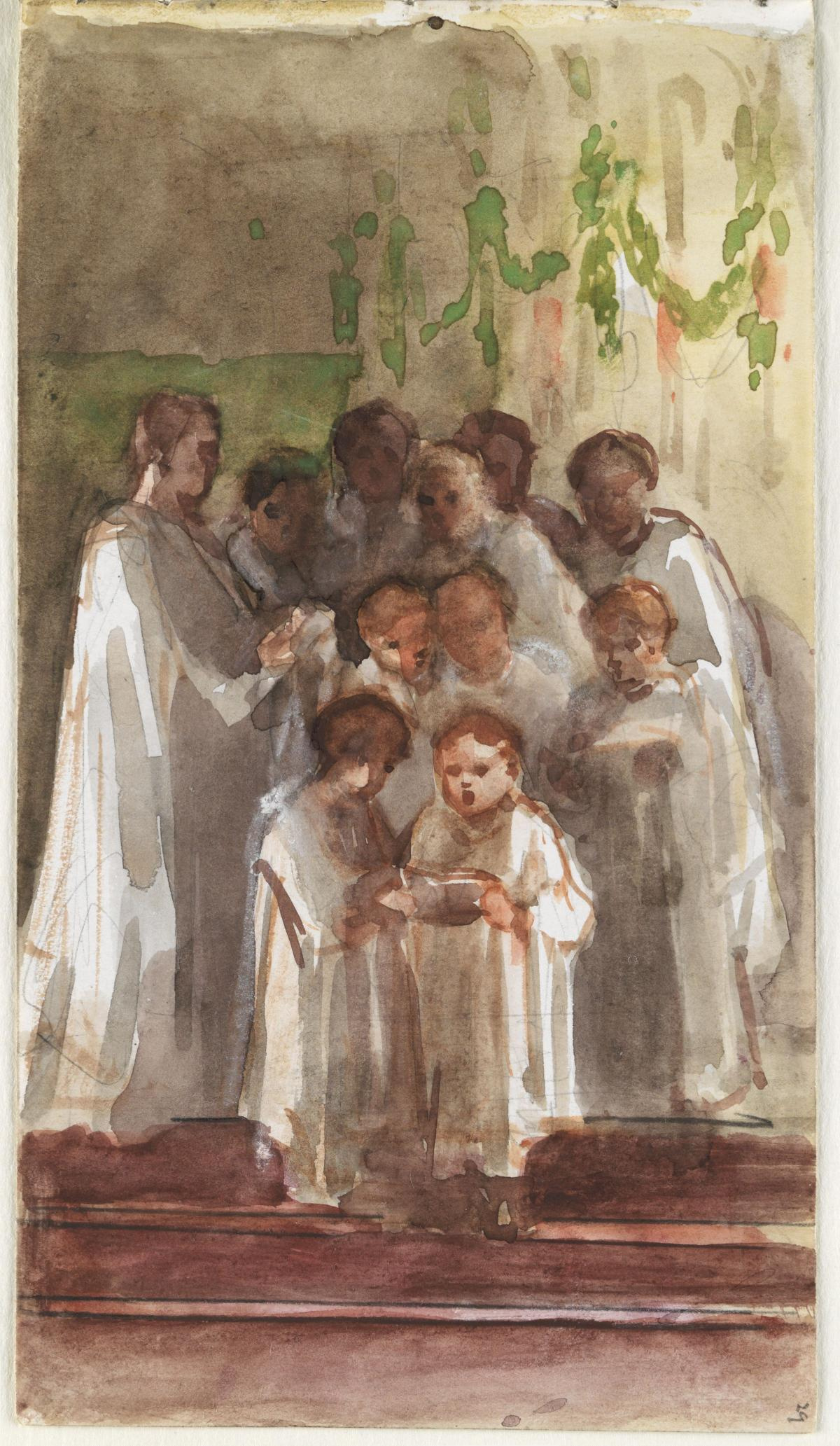
Хоровое пение на Рождество
25 Декабря 1887

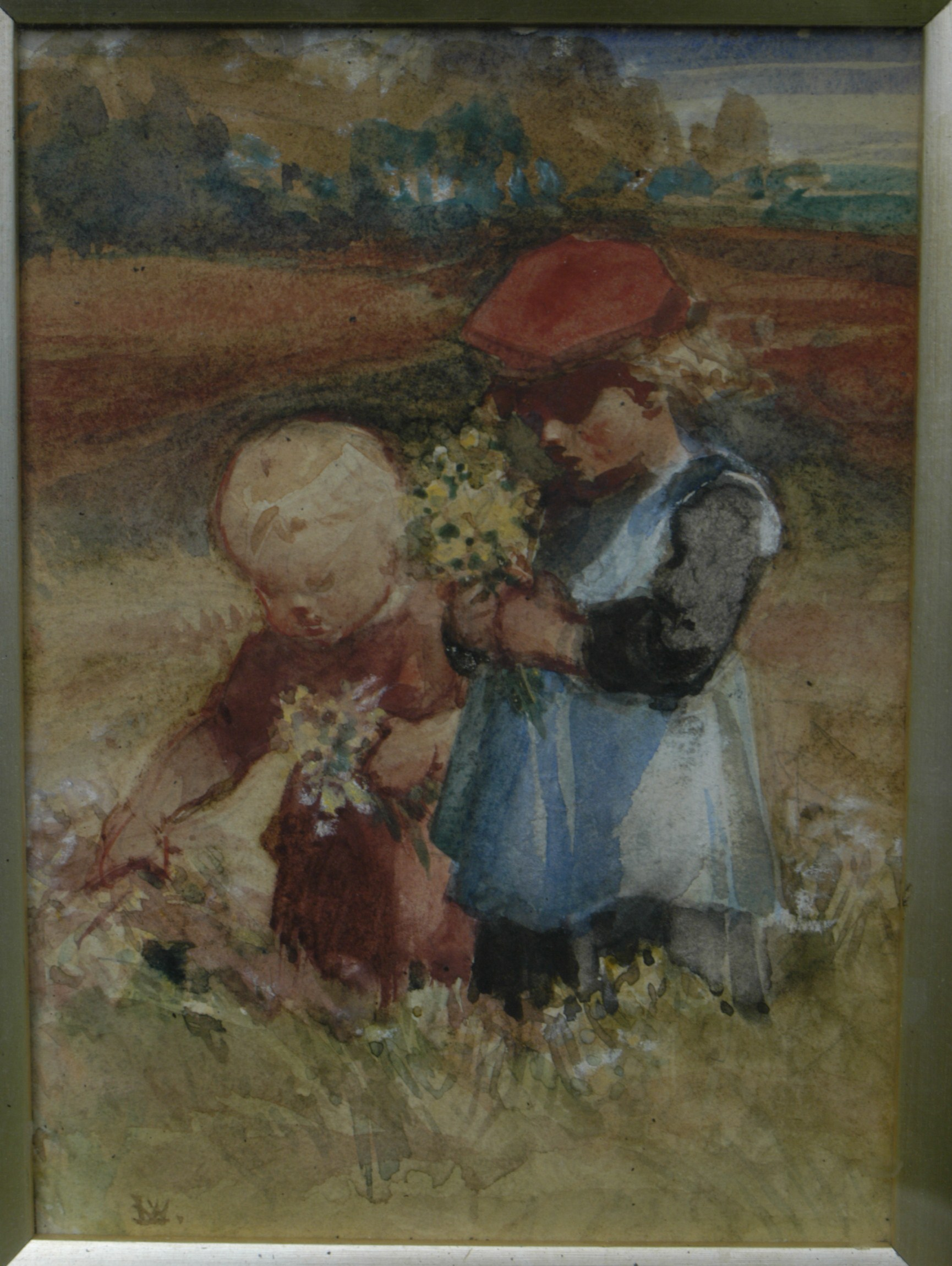
Небольшая акварель

Луиза Энн Бересфорд, маркиза Уотерфордская (англ. Louisa Beresford; 14 апреля 1818[…], Париж — 12 мая 1891[…], Замок Форд, Нортамберленд) — британская акварелистка, участница направления прерафаэлитов и филантроп.

## Биография
Родившаяся в Париже, она была дочерью Чарльза Стюарта, 1-го барона Стюарта де Ротсей и бывшей леди Элизабет Маргарет Йорк. Старшей сестрой Луизы была Шарлотта Каннинг, графиня Каннинг.
Семейный дом находился в замке Хайклифф в Дорсете и находился во владении Стюартов примерно с 1770 года, когда прадед Луизы, Джон Стюарт, 3-й граф Бьют (основатель садов Кью), занимаясь ботаникой, обнаружил смотровую площадку на вершине утёса с видом на залив Крайстчерч, и поручил архитектору Роберту Адаму спроектировать на высоком утёсе, роскошный особняк в георгианском стиле, с территорией, заложенной Брауном Ланселотом. 
Его четвёртый сын, генерал-лейтенант сэр Чарльз Стюарт, унаследовал Хай-Клифф, но оползни практически разрушили дом, и он продал большую часть поместья. Спустя годы отец Луизы, имевший долгую и выдающуюся карьеру, был удостоен рыцарского звания и возведён в звание пэра Георгом IV в 1828 году, выкупил землю и между 1831 и 1835 годами построил дом, который стал известен как замок Хайклифф и который был описан как «наиболее важный сохранившийся пример романтического живописного стиля».
Чарльз Стюарт использовал архитектора Уильяма Донторна, члена-основателя Королевского института британских архитекторов, для проектирования замка Хайклифф. В дизайне использовалась резная средневековая каменная кладка из нормандского бенедиктинского аббатства Святого Петра в Жюмьеже и из «Большого дома» в Лез-Андели, оба пришли в упадок после Французской революции. Также в структуру постройки были включены эркер 16-го века и витраж. 
Её отец был назначен послом Великобритании в Париже незадолго до женитьбы на Элизабет Маргарет Йорк 6 февраля 1816 года. Детство Луизы в Париже было отмечено ранним обучением искусству, поскольку она была правнучкой писательницы леди Мэри Уортли Монтегю . Искусство, религия и благотворительность занимают видное место в её жизни. Несмотря на то, что она была опытной художницей-любительницей, её картины не появлялись в галереях до 1870-х годов. Проявляя большую заботу о благополучии своих арендаторов на своей собственности в Нортумберленде, она перестроила деревню Форд, спроектировала и построила школу и основала общество воздержания. В течение 22 лет, с 1860 по 1882 год, она украсила школьный зал акварельными красками в натуральную величину на бумаге, которые были нанесены на холст и закреплены на внутренних стенах и фронтонах. На картинах изображались библейские сцены, а в качестве моделей использовались жители деревни. Деревенская школа использовалась до 1957 года, теперь известна как Уотерфордская галерея или Леди Уотерфорд-холл .
Глисон Уайт описал её талант в своей работе «Детские книги и их иллюстраторы» .

"В рисунках Луизы, маркизы Уотерфордской, сочетается гениальность с совершенно неуверенной техникой и многие, кто встречает малейшее проявление гениальности, прощают отсутствие мастерства, которое должно сопровождать создание произведения, обладающего непревзойдённой ценностью."
Луизу обучал Данте Габриэль Россетти, она посещала уроки рисования, проводимые Джоном Рёскиным вместе с леди Тревельян и Кейт Гринуэй, и познакомила его с Роуз Ла Туш. Считается, что она была моделью для сэра Джона Эверетта Милле в нескольких его работах, и её красота была признана одним из вдохновений Братства прерафаэлитов.
8 июня 1842 года она вышла замуж за Генри Бересфорда, 3-го маркиза Уотерфорда, и поселилась в Каррагмор-Хаусе в графстве Уотерфорд, пока он не погиб в результате несчастного случая, связанного с верховой ездой, в 1859 году. В браке не было детей.
В своей работе 1893 года викторианский биограф Август Хэйр (1834—1903) написал «Историю двух благородных жизней». : памятники Шарлотте, графине Каннинг и Луизе, маркизе Уотерфорд -
Её могила находится рядом с церковью Святого Михаила в Форд-Виллидж. Его камень был разработан в 1891 году Джорджем Фредериком Уоттсом, а плита — женой Уоттса Мэри Сетон Уоттс . Это охраняемое законом здание, внесённое в список памятников архитектуры II степени.